# Bus del Diaol
Das FFH-Gebiet Bus del Diaol (Dialekt für Teufelsloch) ist ein NATURA 2000 Schutzgebiet in der italienischen Provinz Trient. Das etwa 1 ha große Schutzgebiet umfasst die auch als Grotta di Patone bekannte Karsthöhle zu Füßen des Monte Stivo. Der Höhleneingang liegt auf einer Höhe von 250 m s.l.m. auf der orographisch linken Talseite der von der Sarca durchflossenen gleichnamigen Tales nordwestlich des Ortskerns von Arco. Die Höhle ist seit 1995 als Schutzgebiet ausgewiesen und wird als solches seit 2013 vom Parco Fluviale della Sarca verwaltet.

## Bedeutung
Die mehrere hundert Meter lange, ohne größere Höhenunterschiede fast waagrecht verlaufende Höhle, wurde von einem unterirdischen Wasserlauf ausgewaschen, der am Höhlenausgang an die Oberfläche gelangte. Die Höhle ist das Habitat von Fledertieren aus der Familie der Hufeisennasen, von denen drei von fünf in Europa verbreiteten Arten in der Höhle vorkommen und die dort neben einigen Nagetier-Arten überwintern.

## FFH-Lebensraumtypen
Dem FFH-Gebiet Bus del Diaol ist auf Basis des Anhang I der FFH-Richtlinie der folgende Lebensraumtyp zugeteilt:
- Nicht touristisch erschlossene Höhle

## Arten

### Besonders schützenswerte Arten
Gemäß Anhang IV der FFH-Richtlinie ist folgende Art von gemeinschaftlichem Interesse:
- Mittelmeer-Hufeisennase

### Weitere vorkommende Arten
- Große Hufeisennase
- Kleine Hufeisennase

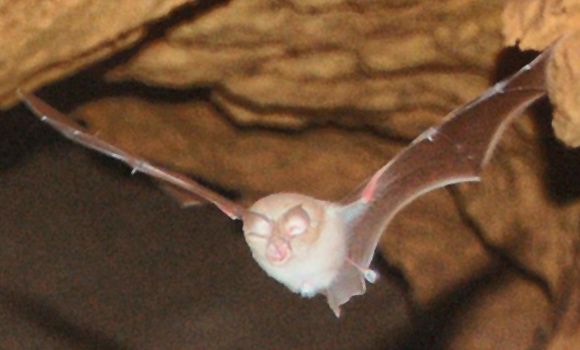
Mittelmeer-Hufeisennase
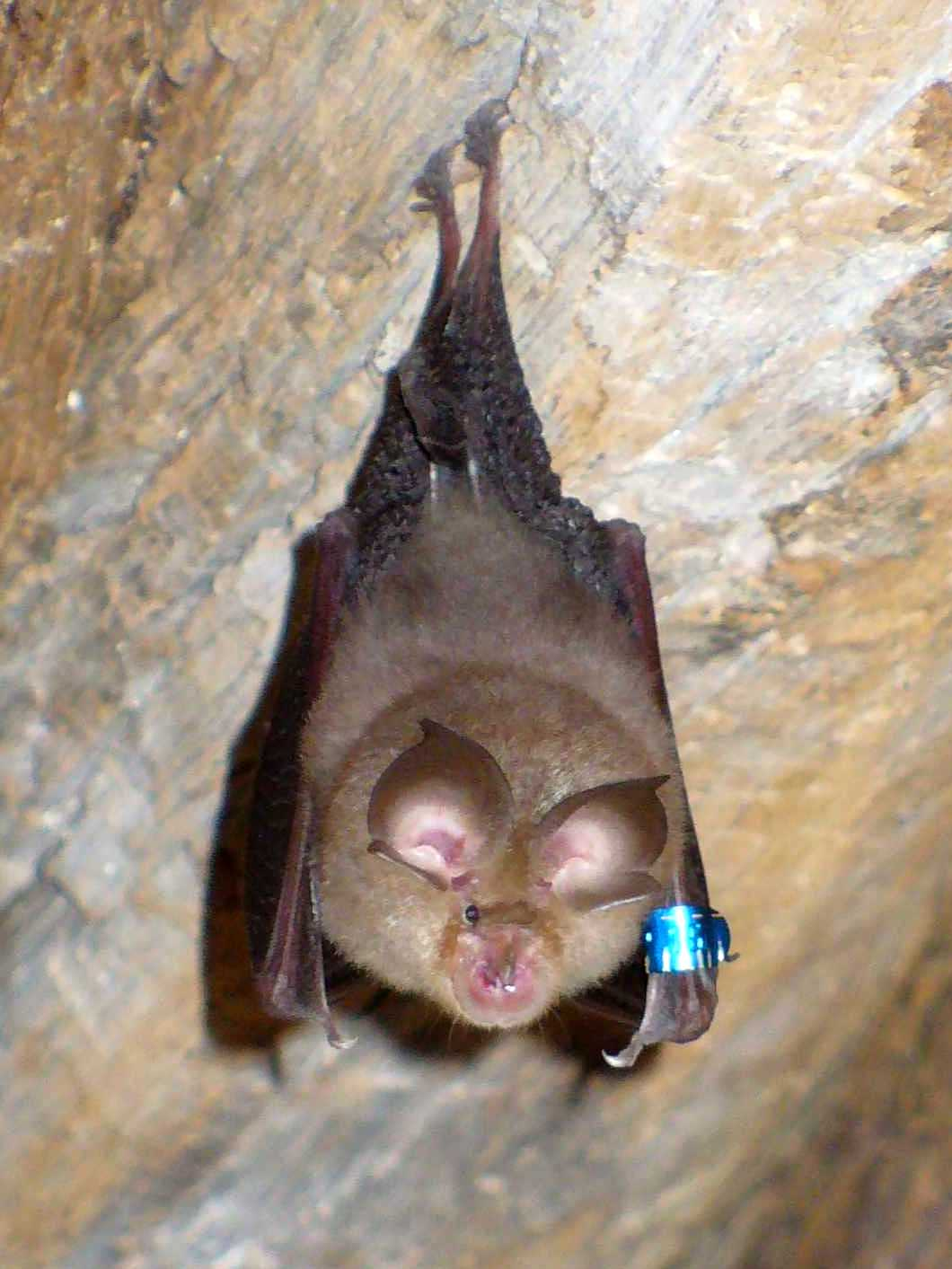
Kleine Hufeisennase
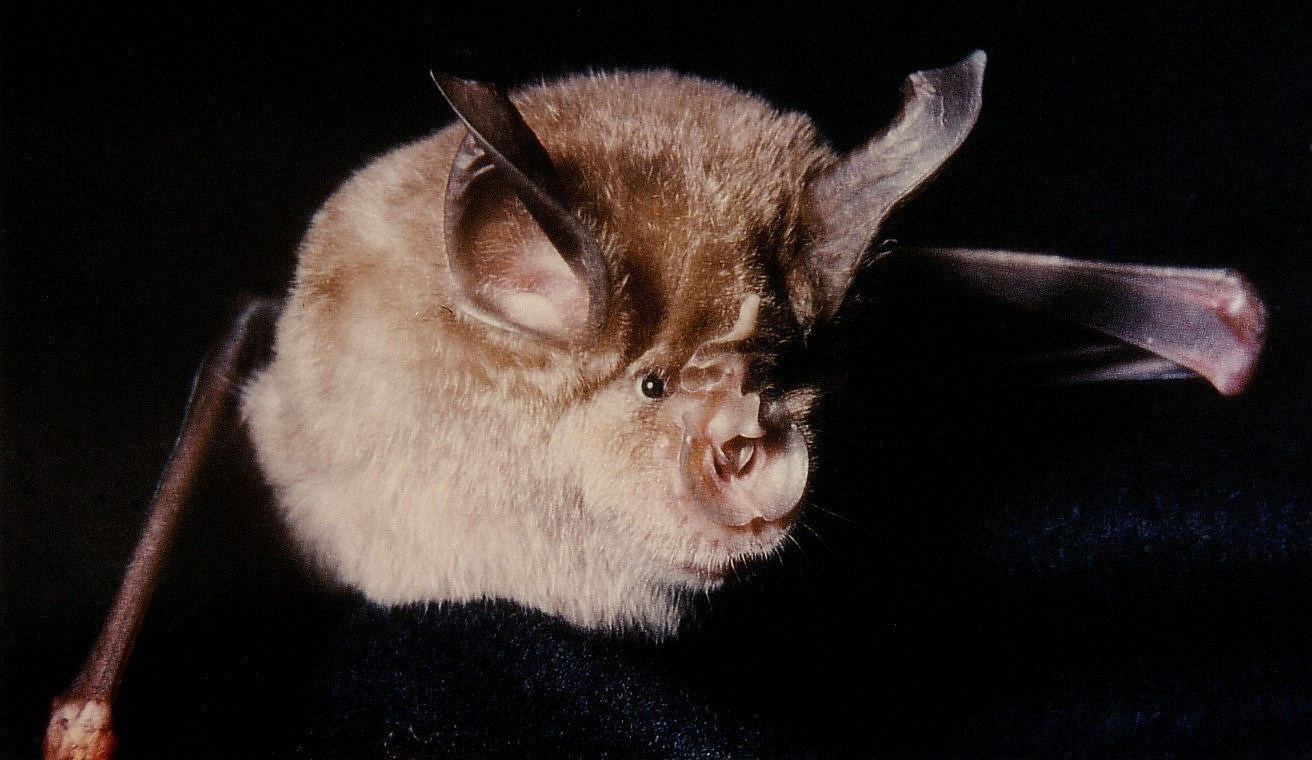
Große Hufeisennase

## Gefährdung und Schutzmaßnahmen
Das FFH-Gebiet Bus del Diaol ist vor Störungen durch Menschen zu schützen, in dem der Zugang in die Höhle ausschließlich für wissenschaftliche Zwecke gestattet wird. Zu dem Zweck ist der Eingang in der Art abzuriegeln, dass der Durchgang für die in der Höhle vorkommenden Spezies gewährleistet ist. Eine Absperrung verhindert zugleich, dass die Höhle durch zurückgelassenen Müll verschmutzt wird. Durch Kontrollen ist zudem die Präsenz und der Bestand der geschützten Arten regelmäßig zu prüfen. Des Weiteren muss sichergestellt werden, dass das Höhlenklima beispielsweise durch Wasserentnahme oberhalb der Höhle nicht verändert wird.